# Ahmed El Maghraby
Ahmed El Maghraby (arabisch أحمد المغربي, DMG Aḥmad al-Maġribī) ist eine Persönlichkeit der ägyptischen Kulturszene. Er war Kulturattaché an der ägyptischen Botschaft in Paris, arbeitete als Übersetzer und Redakteur und lehrte als Professor für Italienisch an der Ain-Schams-Universität.
2002 gründete er das unabhängige Makan-Musikzentrum in Kairo mit dem offiziellen englischen Namen Egyptian Center for Culture and Art (EECA) in der Saad-Zaghlul-Straße 1 im Zentrum Kairos, nahe dem Tahrir-Platz, dessen Leiter er ist, mit der Zielsetzung, „die musikalischen Traditionen Ägyptens zu dokumentieren, zu präsentieren und zu bewahren“.

## Ägyptisches Zentrum für Kunst und Kultur (Makan)
Laut eigener Aussage war es ihm ein Anliegen, das musikalische Erbe seines Landes vor dem Vergessen und der Entstellung durch touristisch-folkloristische Inszenierungen zu retten, es zu konservieren und dabei gleichermaßen weiterzuentwickeln.

„Local and traditional culture of any sort does not Government institutions in Egypt pay little attention to traditional arts, except as they serve a nostalgic and touristic public. In the field of musical arts, for example, the majority of troupes performing in official theatres, cultural centers, hotels and tourist boats and are self-consciously ‚folkloric‘: the performers, dressed in colour-coordinated costumes, dress up the music and dance with showy effects. (dt. Übersetzung, cum grano salis aus dem nicht ganz fehlerfreien Original: Der traditionellen Kunst lokaler und traditioneller Kultur jeglicher Art schenken staatliche Institutionen in Ägypten keine Aufmerksamkeit, sofern sie nicht einer nostalgischen und touristischen Öffentlichkeit dienen. Im Bereich der musikalischen Künste zum Beispiel finden Aufführungen meist in offiziellen Theatern, Kulturzentren, Hotels und auf Touristenbooten statt und sind bewusst ‚folkloristisch‘: die Darsteller, in farblich abgestimmten festlichen Kostümen, machen die Musik zur Show und tanzen mit auffälligen Effekten.)“